# Вембе
Вхембе (венда Vhembe) — район провинции Лимпопо (ЮАР). Название района происходит от названия реки Лимпопо у народов тсонга и венда. Административный центр — Тхохояндоу.

## История
Изначально эту территорию заселяли ныне не существующие койсанские народы. Позднее здесь поселились венда, мигрировавшие сюда с территории нынешней Зимбабве. Империя венда господствовала в регионе вплоть до XVIII века, одним из самых известных её лидеров был вождь Тхохояндоу.
В начале XVIII века сюда стали постепенно переселяться буры, которые к концу XVIII века полностью захватили эти земли.
В годы режима апартеида здесь был образован бантустан Венда, в 1973 году объявленный независимым государством. После демонтажа системы апартеида в 1994 году бантустан был реинтегрирован в состав ЮАР, а его столица Тхохояндоу стала административным центром района Вхембе.

## География
Главным географическим объектом района являются горы Саутпансберг.

## Население
В 2011 году население района составляло 1,294,722 человека.

## Административное деление
В состав района Вхембе входят четыре местных муниципалитета:
- Тхуламела (местный муниципалитет)
- Макхадо (местный муниципалитет)
- Мутале (местный муниципалитет)
- Мусина (местный муниципалитет)